# بوئناونتورا
بوئناونتورا (به انگلیسی: Buenaventura) شرکت استخراج معادن پرویی است، که در زمینه اکتشاف، استخراج و توسعه معادن طلا، نقره، زغال سنگ، سرب، مولیبدن و روی فعالیت می‌کند. 
شرکت بوئناونتورا در سال ۱۹۵۳ تأسیس شد و در حال حاضر بزرگترین شرکت تولید فلزات گران‌بها پرو می‌باشد.
دفتر مرکزی این شرکت در شهر لیما، پرو قرار دارد و بخشی از سهام آن در بازارهای بورس نیویورک و بورس لیما معامله می‌شود.